# Xã Summit, Quận Chautauqua, Kansas
Xã Summit (tiếng Anh: Summit Township) là một xã thuộc quận Chautauqua, tiểu bang Kansas, Hoa Kỳ. Năm 2010, dân số của xã này là 78 người.